# 烏崁流浪動物收容中心
烏崁流浪動物收容中心，俗稱烏崁收容所，台灣澎湖縣的公立流浪動物收容所，位於馬公市烏崁里260號，主管單位為澎湖縣政府家畜疾病防治所，隸屬於澎湖縣政府農漁局的附屬單位。

## 沿革
澎湖縣政府的家畜疾病防治所為提升島內保護動物形象，籌建流浪動物收容中心，擇址於鄰近204縣道烏崁里，興建犬舍2棟，佔地面積1788.71平方公尺，並於1999年落成啟用。
2020年，烏崁流浪動物收容中心歷經近三年的規劃、設計及建造，期間獲得農委會畜牧處長張經緯、獸醫師全聯會理事長譚大倫襄助，以及澎湖縣議會經費支持，嶄新的烏崁流浪動物收容中心順利落成，並於同年8月18日舉辦剪綵典禮。

## 建築
2020年8月啟用的烏崁收容中心由RC建築所興建，採用二棟聯通式建築設計，動物居舍和工作人員工作區分開，行政作業區清潔度大幅提高。其中，犬舍約770平方公尺、貓舍50平方公尺，犬舍更以不銹鋼建構，注重通風、採光、溫度，排風設備，管路則採懸吊明管，污水排放亦採用不銹鋼材質，以期達到減少污水殘留管道導致臭味滋生的目的。

## 交通方式
可自行開車前往；抑或搭乘澎湖縣公車，擇紅線11號（烏崁線）、綠線31號（龍門線）或綠線32線（尖山線）至「樵歌站」下車，再步行五分鐘即可抵達。

## 爭議
2017年2月4日全台灣零撲殺政策上路後，澎湖流浪動物陷入超收嚴重的窘境，因此在2019年傳出烏崁收容所管理員疏於照顧、令流浪動物陷入長期饑餓的新聞。
2020年4月1日，台灣動物保護行政監督聯盟發布全台灣流浪動物收容所普查報告，其中指出烏崁收容中心為委外經營，該機構並無配置正式的獸醫師，故常見犬類互咬受傷或發生病痛，皆無人照料和處理的狀況，繼而導致死亡的案例。
2017年至2019年間，凡流浪動物進入烏崁收容所的死亡率在分別是11%、17%和35%，相對於全台灣死亡率在2017年為8%、2018年為6%、2019年為7%比較，澎湖縣高於台灣的平均值三倍之多；又因烏崁收容中心生活環境惡劣，動保督盟痛陳澎湖縣長賴峰偉不僅長期失職，嚴重漠視動物權益，無異於「屠狗之王」。
面對動保督盟批評，澎湖縣政府農漁局則回應早已編列預算興建全新的收容所，預計能有效降低流浪動物的死亡率。

## 外部連結
- 澎湖縣家畜疾病防治所 - 烏崁流浪動物收容中心的Facebook專頁
- 澎湖縣農漁局
- 澎湖縣家畜疾病防治所 （页面存档备份，存于）